# Jednotky sboru dobrovolných hasičů v okrese Blansko
Jednotku sboru dobrovolných hasičů obce je podle § 68 zákona č. 133/1985 Sb., o požární ochraně,
povinna zřídit každá obec. Mnohé obce jich zřizují více. Své sbory dobrovolných hasičů zřizují též některé průmyslové, dopravní a jiné firmy.
Většina sborů má ve svém názvu buď celá slova Sbor dobrovolných hasičů nebo jen zkratku SDH, některé sbory však mají názvy tvořené jinak.
Sbory dobrovolných hasičů v Česku zastřešuje Sdružení hasičů Čech, Moravy a Slezska (SH ČMS),
sbory na Moravě včetně moravského Slezska Moravská hasičská jednota.

## Seznam

### Jednotky kategorie II
- 621 105 II/1 JSDH Jedovnice
- 621 117 II/1 JSDH Velké Opatovice

### Jednotky kategorie III
- 621 100 III/1 JSDH Adamov [1]
- 621 101 III/1 JSDH Benešov
- 621 126 III/1 JSDH Bořitov
- 621 103 III/1 JSDH Boskovice I
- 621 128 III/1 JSDH Brumov
- 621 129 III/1 JSDH Březina
- 621 104 III/1 JSDH Černá Hora
- 621 135 III/1 JSDH Doubravice nad Svitavou
- 621 106 III/1 JSDH Kunštát
- 621 107 III/1 JSDH Letovice
- 621 109 III/1 JSDH Lipůvka
- 621 110 III/1 JSDH Lomnice
- 621 111 III/1 JSDH Lysice
- 621 149 III/1 JSDH Okrouhlá
- 621 112 III/1 JSDH Olešnice
- 621 154 III/1 JSDH Petrovice
- 621 113 III/1 JSDH Rájec
- 621 207 III/1 JSDH Senetářov
- 621 116 III/1 JSDH Sloup
- 621 120 III/1 JSDH Svitávka
- 621 121 III/1 JSDH Šebetov
- 621 174 III/1 JSDH Žďárná

### Jednotky kategorie V
- 621 238 V JSDH Bačov
- 621 175 V JSDH Bedřichov
- 621 176 V JSDH Běleč
- 621 268 V JSDH Bezděčí
- 621 125 V JSDH Borotín
- 621 273 V JSDH Boskovice II
- 621 269 V JSDH Brťov u Velkých Opatovic
- 621 127 V JSDH Brťov-Jeneč
- 621 177 V JSDH Brusná
- 621 178 V JSDH Bukovice
- 621 130 V JSDH Bukovina
- 621 131 V JSDH Bukovinka
- 621 179 V JSDH Býkovice
- 621 132 V JSDH Cetkovice
- 621 133 V JSDH Crhov
- 621 124 V JSDH Černovice
- 621 134 V JSDH Deštná
- 621 180 V JSDH Dlouhá Lhota
- 621 229 V JSDH Dolní Lhota
- 621 249 V JSDH Dolní Smržov
- 621 136 V JSDH Drnovice
- 621 265 V JSDH Drválovice
- 621 181 V JSDH Habrůvka
- 621 182 V JSDH Hluboké Dvory
- 621 244 V JSDH Hluboké u Kunštátu
- 621 183 V JSDH Hodonín
- 621 260 V JSDH Holešín
- 621 184 V JSDH Holštejn
- 621 230 V JSDH Horní Lhota
- 621 137 V JSDH Horní Poříčí
- 621 250 V JSDH Chlum
- 621 221 V JSDH Chrudichromy
- 621 186 V JSDH Jabloňany
- 621 138 V JSDH Jasinov
- 621 261 V JSDH Jestřebí
- 621 262 V JSDH Karolín
- 621 264 V JSDH Kateřina
- 621 139 V JSDH Kladoruby
- 621 232 V JSDH Klepačov
- 621 140 V JSDH Kněževes
- 621 141 V JSDH Knínice
- 621 251 V JSDH Kochov
- 621 270 V JSDH Korbelova Lhota
- 621 142 V JSDH Kořenec
- 621 187 V JSDH Kotvrdovice
- 621 188 V JSDH Kozárov
- 621 189 V JSDH Krasová
- 621 190 V JSDH Krhov
- 621 119 V JSDH Křetín
- 621 191 V JSDH Křtěnov
- 621 118 V JSDH Křtiny
- 621 192 V JSDH Kulířov
- 621 193 V JSDH Kunčina Ves
- 621 194 V JSDH Kunice
- 621 143 V JSDH Kuničky
- 621 222 V JSDH Lazinov
- 621 233 V JSDH Lažánky
- 621 195 V JSDH Lažany
- 621 223 V JSDH Lhota Rapotina
- 621 254 V JSDH Lhota u Letovic
- 621 196 V JSDH Lhota u Lysic
- 621 197 V JSDH Lhota u Olešnice
- 621 108 V JSDH Lipovec
- 621 144 V JSDH Louka
- 621 198 V JSDH Lubě
- 621 145 V JSDH Ludíkov
- 621 200 V JSDH Malá Lhota
- 621 224 V JSDH Malá Roudka
- 621 257 V JSDH Marianín
- 621 252 V JSDH Meziříčko
- 621 146 V JSDH Míchov
- 621 201 V JSDH Milonice
- 621 240 V JSDH Mladkov
- 621 147 V JSDH Němčice
- 621 253 V JSDH Novičí
- 621 202 V JSDH Nýrov
- 621 148 V JSDH Obora
- 621 234 V JSDH Obůrka
- 621 203 V JSDH Ochoz u Tišnova
- 621 235 V JSDH Olešná
- 621 150 V JSDH Olomučany
- 621 204 V JSDH Osiky
- 621 151 V JSDH Ostrov u Macochy
- 621 152 V JSDH Pamětice
- 621 153 V JSDH Petrov
- 621 205 V JSDH Prostřední Poříčí
- 621 155 V JSDH Ráječko
- 621 156 V JSDH Rašov
- 621 114 V JSDH Rohozec
- 621 206 V JSDH Roubanina
- 621 157 V JSDH Rozseč nad Kunštátem
- 621 158 V JSDH Rozsíčka
- 621 159 V JSDH Rudice
- 621 245 V JSDH Rudka
- 621 160 V JSDH Sebranice
- 621 115 V JSDH Skalice nad Svitavou
- 621 258 V JSDH Skočova Lhota
- 621 161 V JSDH Skrchov
- 621 236 V JSDH Spešov
- 621 208 V JSDH Strhaře
- 621 225 V JSDH Sudice
- 621 266 V JSDH Suchdol
- 621 163 V JSDH Suchý [2]
- 621 164 V JSDH Sulíkov
- 621 271 V JSDH Svárov
- 621 226 V JSDH Světlá [3]
- 621 209 V JSDH Svinošice
- 621 246 V JSDH Sychotín
- 621 210 V JSDH Synalov
- 621 122 V JSDH Šebrov
- 621 211 V JSDH Šošůvka
- 621 212 V JSDH Štěchov
- 621 213 V JSDH Tasovice
- 621 237 V JSDH Těchov
- 621 247 V JSDH Touboř
- 621 165 V JSDH Uhřice
- 621 241 V JSDH Újezd u Boskovic
- 621 215 V JSDH Újezd u Černé Hory
- 621 248 V JSDH Újezd u Kunštátu
- 621 214 V JSDH Unín
- 621 166 V JSDH Úsobrno
- 621 259 V JSDH Ústup
- 621 167 V JSDH Valchov
- 621 168 V JSDH Vanovice
- 621 123 V JSDH Vavřinec
- 621 216 V JSDH Vážany
- 621 242 V JSDH Velenov
- 621 272 V JSDH Velká Roudka [4]
- 621 267 V JSDH Veselice
- 621 217 V JSDH Vilémovice
- 621 169 V JSDH Vísky
- 621 170 V JSDH Voděrady
- 621 171 V JSDH Vranová
- 621 243 V JSDH Vratíkov
- 621 263 V JSDH Vřesice
- 621 172 V JSDH Vysočany - Housko
- 621 255 V JSDH Zábludov
- 621 227 V JSDH Závist
- 621 256 V JSDH Zboněk
- 621 228 V JSDH Zbraslavec
- 621 218 V JSDH Zhoř
- 621 173 V JSDH Žďár
- 621 219 V JSDH Žernovník